# 池田茂
池田 茂（いけだ しげる、1953年（昭和28年）7月12日 - ）は、日本の政治家。長野県中野市長（2期）、北信広域連合長。

## 来歴
長野県中野市出身。長野県長野高等学校卒業。1978年（昭和53年）3月、一橋大学社会学部卒業。同年4月、株式会社横浜銀行に入行。1988年（昭和63年）、横浜銀行グループのシンクタンクである浜銀総合研究所に出向。浜銀研究所企画総務部長を経て、2006年（平成18年）、有限会社信濃植産種苗取締役に就任。2011年（平成23年）からNPO豊かな地域づくり研究所理事長。
2012年（平成24年）11月18日執行の中野市長選挙に無所属で立候補。現職の小田切治世との一騎打ちを制し初当選。同年11月23日、市長に就任。北信広域連合長。
※当日有権者数：37,319人 最終投票率：46.72%（前回比：pts）
| 候補者名   | 年齢 | 所属党派 | 新旧別 | 得票数  | 得票率 | 推薦・支持 |
| ---------- | ---- | -------- | ------ | ------- | ------ | ---------- |
| 池田茂     | 59   | 無所属   | 新     | 8,848票 | 51.25% |            |
| 小田切治世 | 61   | 無所属   | 現     | 8,417票 | 48.75% |            |

2016年（平成28年）、無投票により再選。
2020年（令和2年）11月15日の市長選挙で3選を目指すも元市議の湯本隆英に敗れ落選。
※当日有権者数：36,627人 最終投票率：47.31%（前回比：+0.59pts）
| 候補者名 | 年齢 | 所属党派 | 新旧別 | 得票数  | 得票率 | 推薦・支持 |
| -------- | ---- | -------- | ------ | ------- | ------ | ---------- |
| 湯本隆英 | 62   | 無所属   | 新     | 8,868票 | 51.63% |            |
| 池田茂   | 67   | 無所属   | 現     | 8,309票 | 48.37% |            |

2023年（令和5年）11月3日、旭日双光章受章。